# Biblia Valenciana
La Biblia Valenciana es la primera Biblia impresa en valenciano y la cuarta del mundo, después de la Biblia Vulgata en latín (impresa por Gutenberg en 1448), la alemana (1466) y la italiana (1471).

## Historia
Fue traducida por Bonifacio Ferrer y publicada finalmente entre 1477 y 1478, como atestigua el colofón de la obra:

(...)Acaba la Biblia, molt vera e catholica, treta de una Biblia del noble  mossen Berenguer Vives de Boïl, cavaller, la qual fon trelladada de aquella propia que fon arromançada, en lo Monestir de Portaceli, de lengua latina en la nostra valenciana, per lo molt reverend micer Bonifaci Ferrer(...)

Por aquel entonces ya se habían manuscrito unas cuantas biblias en valenciano, pero ésta fue la primera versión impresa, convirtiendo el valenciano en la cuarta lengua del mundo en tener un biblia completamente hecha con la imprenta. Fue impresa por Alfonso Fernández de Córdoba y Lambert Palmart entre febrero de 1477 y marzo de 1478 en Valencia.
En 1498 la Inquisición, que sólo reconocía la autoridad de la «Vulgata», declaró esta obra como peligrosa para la fe, y ordenó entregar y quemar todos los ejemplares, salvándose solamente una hoja del mismo, la cual se conserva en Hispanic Society  de Nueva York.
Un incendio en Estocolmo en 1697 destruyó la única copia conocida de esta obra. El incunable fue totalmente destruido.

## Literatura
El escritor catalán Rafael Tasis publicó en 1955 La Bíblia valenciana, una novela policíaca cuyo tema principal es el hallazgo en Barcelona de un ejemplar de dicho libro.